# Ханджалич, Кемаль
Кемаль Ханджалич (босн. Kemal Hanjalić; род. 1939, Сараево) — боснийский профессор и доктор технических наук в области термодинамики и механики жидкостей. С 1981 года он является членом АНУ БиХ. Научная и профессиональная деятельность Ханджалича включает в себя фундаментальные и исследовательские исследования и применения в области терможидкостных наук: разработка математических моделей и экспериментальные исследования турбулентного потока жидкости, теплообмена, сгорания и магнитогидродинамики, моделирование и оптимизация процессов и диагностика испытаний теплотехнических и термоэнергетических приборов.

## Биография
Кемаль Ханджалич родился 30 ноября 1939 года в Сараево, Боснии и Герцеговине (тогдашнее Королевство Югославия). Там окончил начальную школу, среднюю школу и механический факультет. Он получил степень магистра в 1966 году в университете Бирмингема по термодинамике с магистерской работой Передача тепла при моделированном кипении нуклеатов., докторскую степень по механике жидкости в Императорском колледже науки и техники Лондонского университета. Был деканом машиностроительного факультета Сараевского университета (1984–1985), мэром Сараево (1985–1987), министром науки и технологий в правительстве Республики Босния и Герцеговина (1991–1993), преподавателем нескольких мировых университетов. Получил несколько наград и признаний. С 1964 года работает в Научно-исследовательском центре по термотехники и атомной техники, а также ассистентом механического факультета Сараевского университета, где был избран преподавателем в 1968, ассистентом в 1972, доцентом в 1976 и профессором в 1979.

## Трудовая карьера
В июле 1991 года он отправился в Нюрнбергский университет имени Эрлангена как приглашенный профессор. С 1993 года он является профессором Технологического университета в Мичигане (США), а с 1994 г. – заведующий кафедрой термически-жидкостных наук Технического университета Делфта (Нидерланды). С 2005 по сентябрь 2006 он работал приглашенным профессором в Техническом университете Дармштадта, а затем кратковременно в Краковском университете. С 2007 по 2010 года. Кемаль Ханджалич был профессором и руководителем на кафедре механики и аэронавтики Университета Сапиенца, где преподавал в летнем семестре 2011 года.

## Достижение
Кемаль Ханджалич является членом Американской ассоциации инженеров, Американского общества физиков, Международной ассоциации гидравлических исследований и Европейского сообщества потока, турбулентности и горения. Также является членом Британской Королевской инженерной академии. Кемаль Ханджалич является членом-корреспондентом Академии наук и искусств Боснии и Герцеговины (АНУ БиБ) с 1981 года и полноправным членом с 1989 года. Автор нескольких тысяч профессиональных статей, один из членов промышленного консорциума для машиностроительного факультета Сараевского университета, который инициировал и руководил строительством нового помещения в 1989 году.

## Награды
- Орден труда с серебряным венком СФРЮ (1980)
- Премия БиГ (1987, 27 июля)
- Орден Льва Финляндии (1987)
- Премия за исследование Макс-Планка (1992)
- Орден Орандж-Нассау от королевы Нидерландов (2010)